# Kimberly Bryant
Kimberly Bryant (Memphis, Tennessee, 14 de febrero de 1967) es una ingeniera eléctrica afroamericana que trabajó en el campo de la biotecnología en Genentech, Novartis, Vaccines, Diagnostics y Merck. En 2011, Bryant fundó Black Girls Code, un curso que enseña conceptos básicos de programación a niñas negras que están subrepresentadas en carreras tecnológicas. Después de fundar Black Girls Code, Bryant ha sido incluida en la lista de las "25 afroamericanas más influyentes en tecnología" por Business Insider.

## Primeros años y educación
Bryant nació y creció en Memphis, Tennessee. Se graduó en Ingeniería Eléctrica, especializándose en Ciencias de la Computación en la Universidad de Vanderbilt.

## Carrera
En Vanderbilt, Bryant centró sus estudios en la electrónica de alto voltaje y, al principio de su carrera, fue contratada para trabajar en Westinghouse Electric y DuPont. Más tarde, Bryant pasó por empresas eléctricas, de biotecnología y más tarde a empresas farmacéuticas, donde trabajó en Pfizer, Merck, Genentech y Novartis.

### Black Girls Code
Bryant fundó Black Girls Code después de que su hija expresara interés en aprender programación, y ninguno de los cursos disponibles en el área de la Bahía de San Francisco era adecuado para ella: la mayoría de estudiantes eran chicos, y rara vez asistían otras niñas afroamericanas. Habiendo experimentado el aislamiento ella misma durante su tiempo de estudio y trabajo, quería que su hija tuviera una mejor experiencia. Bryant espera que este esfuerzo permita a las niñas, especialmente las pertenecientes a minorías, permanecer involucradas en STEM y aumentar la concienciación dentro del campo. Las mujeres afroamericanas representan menos del 3 % de la fuerza laboral en la industria de la tecnología y Black Girls Code lucha para cambiar y aumentar este porcentaje.
Black Girls Code enseña programación a niñas en edad escolar, a través de actividades extraescolares y campamentos de verano. La organización sin fines de lucro con sede en San Francisco (California) tiene el objetivo de enseñar a codificar a un millón de niñas negras para 2040. En 2014, la organización ya había enseñado a 3.000 niñas de siete ciudades de los Estados Unidos y  en Johannesburgo, Sudáfrica, con planes de agregar ocho ciudades más.
En agosto de 2017, Bryant rechazó una donación de 125,000 dólares de Uber que ella consideró "falsa". La donación siguió a acusaciones de acoso sexual en Uber. Bryant también señaló en su negativa que a Girls Who Code se le ofreció diez veces la cantidad que se le ofreció a Black Girls Code. En febrero de 2018, Black Girls Code se asoció con el competidor de Uber, Lyft, ya que Bryant consideraba que sus valores estaban mejor alineados con los suyos.

### Reconocimientos
En 2013, Bryant fue reconocida como Campeona del Cambio para la Inclusión Tecnológica de la Casa Blanca. Ese mismo año, Business Insider la votó como una de las 25 afroamericanas más influyentes en tecnología. Bryant también recibió la Beca de Educación Pahara-Aspen.
En 2014, Bryant recibió el premio American Ingenuity Award de la revista Smithsonian por su apoyo al progreso social.
En 2019, Bryant fue uno de los 65 finalistas en 13 categorías para presentar sus proyectos en la 22.a edición anual de los premios a la Innovación Interactiva presentados por KPMG.
En 2019, Bryant recibió el premio SXSW Interactive Festival como miembro del salón de la fama.